# Магнитче за хладилник
Магнитчето за хладилник представлява малък декоративен предмет, скрепен за магнит, който се използва, за да се прикрепят напомнящи бележки, списъци за пазаруване, детски рисунки и т.н. на вратата на хладилника или други метални повърхности, или сам по себе си да служи за декорация. Магнитчетата за хладилник се характеризират с голямо разнообразие от форми, размери, материали и естетическо качество на изпълнението. Сред материалите, които могат да се използват за изработката на декоративната част на магнитчето са пластмаса, гума, метал, дърво, керамика, порцелан, стъкло. Самият магнит може да представлява както твърдо тяло, така и еластична лента от феромагнитно съединение с висока коерцитивност (обикновено от железен оксид и пластмаса).
Колекционирането на магнитчета за хладилник е често срещано хоби и магнитчетата са популярен вид сувенири в цял свят. Често колекционерите се специализират в определена тематична колекция или събират магнитчета за спомен от своите пътешествия. Няма общоприет термин за хобито колекциониране на магнитчета (както например „нумизматика“ за колекциониране на банкноти и монети, или „филателия“ за колекциониране на пощенски марки).
- В Общомедия има медийни файлове относно Магнитче за хладилник

|  | Тази страница частично или изцяло представлява превод на страницата Refrigerator magnet в Уикипедия на английски. Оригиналният текст, както и този превод, са защитени от Лиценза „Криейтив Комънс – Признание – Споделяне на споделеното“, а за съдържание, създадено преди юни 2009 година – от Лиценза за свободна документация на ГНУ. Прегледайте историята на редакциите на оригиналната страница, както и на преводната страница, за да видите списъка на съавторите. ВАЖНО: Този шаблон се отнася единствено до авторските права върху съдържанието на статията. Добавянето му не отменя изискването да се посочват конкретни източници на твърденията, които да бъдат благонадеждни. |